# 모라토리움기의 다마코
모라토리움기의 다마코(일본어: もらとりあむタマ子 모라토리아무 타마코[*], 영어: Tamako in Moratorium)는 2013년 11월 23일에 일본에 개봉했으며, 대한민국에는 2014년 9월 11일에 개봉한 영화이다. 감독은 야마시타 노부히로, 주역은 마에다 아츠코이다.
원래는 MUSIC ON! TV의 계졀별 스테이션 ID의 기획으로서 시작해서, 그 후 단편 드라마 《가을과 겨울의 다마코》(秋と冬のタマ子)를 거쳐 장편화되었다(《가을과 겨울의 다마코》의 내용은 모든게 영화에 포함되어 있다).

## 스토리
도쿄의 대학을 나왔으나, 부친이 혼자서 사는 고후의 친정에 돌아와서 취직도 하지 않고, 가업도 돕지 않고, 그냥 오로지 먹고 자는 매일을 보내는 23세의 다마코가 머지않아 작은 한걸음을 내디딜 때까지의 1년을 지낸다.

## 캐스팅
- 사카이 다마코 - 마에다 아츠코
- 사카이 센지(다마코의 부친) - 칸 스온
- 히토시(중학생) - 이토 세이야
- 사카이 케이스케 - 스즈키 케이이치
- 사카이 요시코 - 나카무라 쿠미
- 요코 - 도미타 야스코

## 수상
- 제87회 키네마 준보 베스트 10
  - 일본 영화 베스트 10에서 제9위
- 2013년 영화예술 일본 영화 베스트 10에서 제6위[1]
- 제23회 일본 영화 프로페셔널 대상 여우주연상(마에다 아쓰코)[2]

## 같이 보기
- 모라토리엄

## 출전
1. ↑  「영화예술」2013년 일본 영화 베스트 10＆워스트 10결정!! 보관됨 2014-07-01 - 웨이백 머신(2014년 1월 17일), 영화예술, 2014년 1월 28일 확인.
2. ↑  일본 영화 프로페셔널 대상(2014년 6월 29일 확인)